# تطبيق خدمة الصحة الوطنية الإنجليزي لتتبع مخالطي مرضى كوفيد-19
تطبيق خدمة الصحة الوطنية الإنجليزي لتتبع مخالطي مرضى كوفيد-19، هو تطبيق هاتف محمول الغرض منه تتبع مخالطي مرضى كوفيد-19 لمراقبة انتشار الجائحة في إنجلترا وويلز. أصبح التطبيق متاحًا منذ 24 سبتمبر 2020 للهواتف الذكية التي تعمل بنظامي أندرويد وآي أو إس، ويمكن استخدامه من قبل أي شخص يبلغ من العمر 16 عامًا أو أكثر.
صُممت نسختان من التطبيق، طُورت النسخة الأولى بدعم من الحكومة البريطانية الأولى بواسطة شركة البرمجيات الأمريكية في إم واير، وبدأ اختبار البرنامج في مايو 2020 ولكن في 18 يونيو تخلت الحكومة عن تطوير التطبيق لصالح تصميم جديد من شركتي آبل وغوغل. أطلقت اسكتلندا وأيرلندا الشمالية تطبيقات منفصلة لتتبع مخالطي مرضى كورونا.

## وصف التطبيق
يتيح التطبيق للمستخدمين الميزات التالية:
- التحقق من مستوى المخاطر في المنطقة التي يسكن فيها المستخدم في إنجلترا أو ويلز، إذ يُصنف التطبيق المناطق إلى منخفضة أو متوسطة أو عالية الخطورة، ولتحقيق ذلك يجب على المستخدم إدخال النصف الأول من رمزه البريدي.[1]
- تسجيل دخول المستخدمين في الأماكن التي تحتوي ملصقات الاستجابة السريعة.[2]
- إبلاغ المستخدمين عندما يكونوا على اتصال وثيق مع شخص ثبتت إصابته بالفيروس، (مسافة مترين لمدة 15 دقيقة).[3][4]
- إعلام المستخدمين عندما تؤكد فرق الحماية الصحية المحلية أن الأشخاص المصابين بالفيروس قد حضروا نشاطًا تجاريًا أو تجمعًا آخر في نفس الوقت تقريبًا مع المستخدم.[5]
- التحقق من أعراض المستخدمين، وحجز موعد لإجراء اختبار فيروس كورونا إذا لزم الأمر.[6]
- إذا طُلب من المستخدم عزل نفسه، سيحصل على المعلومات المناسبة وعلى عد تنازلي يومي لتحديد فترة الحجر.[7]

## السياق
كان هذا التطبيق جزءًا من برنامج الاختبار والتتبع في المملكة المتحدة الذي ترأسه البارونة ديدو هاردينغ، واعتبارًا من 12 مايو 2020 قاد توم ريوردان الرئيس التنفيذي لمجلس مدينة ليدز مهمة تتبع المخالطين في سياق برنامج الاختبار والتتبع الوطني.

## المرحلة الأولى والإلغاء

### وصف
قررت الحكومة البريطانية في مارس 2020 إنشاء تطبيق هاتف محمول لتتبع مخالطي مرضى كوفيد-19 بهدف الحد من انتشار الجائحة في المملكة المتحدة في جائحة 2020، والذي طورته شركة البرمجيات الأمريكية في إم واير. يتبع التطبيق نهجًا مركزيًا على عكس مشروع تتبع المخالطين الذي طورته شركتا غوغل وأبل. استشارت الحكومة البريطانية بعض الحقوقيين والمركز الوطني للأمن السيبراني حول جوانب الخصوصية المتعلقة بالتطبيق.
يسجل التطبيق نوع الهاتف ويسأل المستخدم عن منطقة الرمز البريدي الخاص به، لينشأ رقم تعريف خاص بالمستخدم ورقم تعريف يومي، ثم يحدد رقم التعريف اليومي للمستخدمين الآخرين القريبين، وإذا كان المستخدم مريضًا يمكنه إبلاغ التطبيق بالأعراض المشبوهة التي يعاني منها مثل الحمى والسعال، ثم إرسال هذه التفاصيل إلى الخادم المركزي، وهذا من شأنه تقييم المعلومات وإخطار المستخدمين الآخرين الذين كانوا على اتصال معه، وإعطائهم النصائح المناسبة مثل التباعد الاجتماعي، وترتيب موعد لإجراء اختبار للمستخدم المريض، وبناء على النتيجة سيرسل التطبيق مزيدًا من الإخطارات لجهات الاتصال، وقد يطلب منهم التطبيق عزل أنفسهم إذا كانت نتيجة الاختبار إيجابية.

### خطة النشر
بدأت أول تجربة عامة للتطبيق في جزيرة وايت في 5 مايو 2020، وبحلول 11 مايو كان 55 ألف مستخدم قد حمَّل التطبيق.
لم يكن التطبيق جاهزًا في 28 مايو عندما أطلقت الحكومة البريطانية أول مخططات لها لتتبع المخالطين في 28 مايو ضمن خدمة الاختبار والتتبع الصحية الوطنية في إنجلترا واسكتلندا. لم يتمكن وزير الصحة البريطاني من تحديد موعد إطلاق التطبيق وذلك ردًا على سؤال في الإحاطة اليومية للحكومة في 8 يونيو، قائلًا أن التطبيق سيُطلق "عندما يكون من المناسب القيام بذلك"، وفي 17 يونيو قال وزير الدولة للابتكار اللورد بيثيل: إننا نسعى للحصول على نتيجة قبل الشتاء، وعلى كل حال إنها ليست أولوية بالنسبة لنا في الوقت الحالي.
أعلن وزير الصحة مات هانكوك في 18 يونيو أن الوزارة ستعهد بتطوير التطبيق إلى شركتي أبل وغوغل، مع الاعتراف بأن قيود أبل على استخدام البلوتوث قد منعت التطبيق من العمل بشكل فعال، وفي نفس المؤتمر الصحفي قالت ديدو هاردينغ رئيسة برنامج الاختبار والتتبع في المملكة المتحدة: إن ما أكدته الاختبارات الخاصة بنا عدم عمل أي من التطبيقات الطروحة بشكل كافٍ ليكون موثوقًا به لتحديد ما إذا كان يجب على أي منا عزل نفسه لمدة أسبوعين، وهذا ينطبق على جميع التطبيقات المنتشرة في جميع أنحاء العالم.

### رؤساء المشروع
قاد المشروع ماثيو غولد وغيريانت لويس كرؤساء تنفيذيين، وبحلول 17 يونيو عاد غولد ولويس إلى مهامها الأساسية الأخرى، وتسلم سايمون طومسون - المدير التنفيذي السابق لشركة أبل - إدارة المشروع.

### الاهتمامات
شككت العديد من الجهات في وظائف التطبيق وفعاليته في أواخر أبريل وأوائل مايو 2020، ومنها:
يتطلب استخدام التطبيق للبلوتوث تشغيل التطبيق باستمرار، ما يعني أنه لا يمكن للمستخدمين استخدام تطبيقات أخرى أو قفل أجهزتهم إذا كان التطبيق سيعمل بشكل صحيح، ويُعتقد أن مطوري التطبيق وجدوا طريقة للتغلب على هذه القيود.
ظهرت مخاوف عديدة تتعلق بالخصوصية، وتراجعت الحكومة عن التصريحات الأولية بأن البيانات التي جمعتها من التطبيق لن تشاركها خارج خدمة الصحة الوطنية الإنجليزية، وقال ماتيو غولد الرئيس التنفيذي للبرنامج إن البيانات ستكون متاحة لمنظمات أخرى لكنه لم يكشف عن أي منها، لن تكون البيانات التي جُمعت مجهولة المصدر وسيُحتفظ بها في مستودع مركزي. حذر أكثر من 150 من خبراء الأمن والخصوصية في المملكة المتحدة من أن بيانات التطبيق يمكن أن تستخدم من قبل جهات فاعلة سيئة (دولة أو قطاع خاص) للتجسس على المواطنين. ناقشت لجنة حقوق الإنسان التابعة لمجلس العموم مخاوف بشأن خطط التطبيق لتسجيل بيانات موقع المستخدم. وقالت اللجنة البرلمانية المشتركة لحقوق الإنسان إنه لا ينبغي إطلاق التطبيق دون حماية الخصوصية المناسبة.

### عقود مشابهة
قدمت شركة مرتبط بجامعة كامبريدج أبحاثًا ونماذج تطبيقات لدعم استجابة الحكومة البريطانية لدعم الاستجابة للوباء. قدمت شركة بالانتير المرتبطة أيضًا بجامعة كامبريدج منصة البيانات الخاصة بها، وبدأت هذه العقود في فبراير ومارس على التوالي.

## المرحلة الثانية
ألغي التطبيق الأول في 18 يونيو، ونشرت وزارة الصحة والرعاية الاجتماعية في 30 يوليو وصفًا موجزًا للتطبيق الذي سينشر في المرحلة التالية. سيتمكن المستخدمون من مسح رمز الاستجابة السريعة ضوئيًا في الأماكن التي يزورونها، ثم يبلغهم التطبيق لاحقًا إذا كانوا قد زاروا مكانًا فيه عدد كبير من الإصابات وسيساعد التطبيق أيضًا في تحديد الأعراض وطلب موعد لإجراء الاختبار، وستكون البيانات الشخصية لامركزية.
بدأ اختبار التطبيق من قبل مستخدمين متطوعين من موظفي خدمة الصحة الوطنية وسكان مختارين في جزيرة وايت ومنطقة لندن بورو في نيوهام في 13 أغسطس. نشر التطبيق لعموم الجمهور الذين تبلغ أعمارهم 16 عامًا أو أكثر في إنجلترا وويلز في 24 سبتمبر.